# Parti Pribumi Bersatu Malaysia
Die Parti Pribumi Bersatu Malaysia (abgekürzt BERSATU oder PPBM; englisch Malaysian United Indigenous Party) ist eine nationalkonservative politische Partei in Malaysia, die am 8. September 2016 gegründet wurde. Die Partei wird von Muhyiddin Yassin geführt. Von 2018 bis 2021 stellte sie den Premierminister von Malaysia.
Die Vollmitgliedschaft der Partei steht allen Bumiputeras offen. Nicht-Bumiputeras können der Partei auch als assoziierte Mitglieder beitreten, obwohl sie nicht berechtigt sind, an Parteiwahlen teilzunehmen und zu wählen. Allerdings können qualifizierte Personen für bestimmte wichtige Parteiposten ernannt werden.

## Geschichte
Die Partei wurde am 8. September 2016 von abtrünnigen Mitgliedern der national lange dominanten United Malays National Organisation (UMNO) gegründet. Zu den prominentesten Überläufern zählte auch der langjährige Premierminister Mahathir bin Mohamad. 
Zur Parlamentswahl 2018 trat die Partei im Rahmen des Oppositionsbündnisses Pakatan Harapan („Allianz der Hoffnung“), zusammen mit der liberalen Parti Keadilan Rakyat (PKR) von Wan Azizah Wan Ismail sowie der sozialdemokratischen Democratic Action Party (DAP) an. Das Bündnis gewann die Wahl, sodass die bislang regierende UMNO erstmals seit der Unabhängigkeit Malaysias in die Opposition gehen musste. Absprachegemäß wurde Mahathir bin Mohamad zum Premierminister gewählt, er sollte die Regierungsführung aber später an Anwar Ibrahim von der PKR übergeben. 
Dazu kam es jedoch nicht, da die PPBM im Februar 2020 die Koalition aufkündigte und ein neues Bündnis – Perikatan Nasional („Nationale Allianz“) – mit der UMNO und ihren Verbündeten sowie der islamistischen PAS einging. Die PPBM stellt weiterhin den Regierungschef, nach dem Rücktritt von Mahathir übernahm jedoch Muhyiddin Yassin dieses Amt.

## Ausrichtung
Die Partei steht ideologisch der alten United Malays National Organisation nahe. Sie sieht sich als Verteidiger der Interessen der Bevölkerungsmehrheit der Bumiputra und als Behüter der Islamischen Religion.